# Muhyī ad-Dīn al-Maghribī
Muhyī ad-Dīn al-Maghribī oder Ibn Abi asch-Schukr (arabisch محيي الدين المغربي, DMG Muḥyī d-Dīn al-Maġribī, spanisch Muhyi al-Din al-Maghribi) war ein aus Spanien (al-Andalus) stammender arabischer Astronom und Mathematiker des 13. Jahrhunderts. Er ist vor allem für Leistungen in der Trigonometrie bekannt.
Er wirkte in Damaskus und war ab 1258 unter Nasīr ad-Dīn at-Tūsī am neu errichteten Observatorium, das vom Mongolenherrscher Hülegü, dem Eroberer von Bagdad, in seiner Hauptstadt in Maragha errichtet wurde. Es gibt eine Handschrift, in der al-Maghribi seine Beobachtungen am Observatorium zwischen 1262 und 1274 aufzählt. In seiner Essenz des Almagest gibt er die Beobachtung der Schiefe der Ekliptik von 1265 mit 23°30′ Grad an (der wahre Wert war damals etwa 23°32′). Von ihm stammen drei astronomische Handbücher (Zij), darunter das Taj al-azyaj (Krone der astronomischen Handbücher, 1258, kurz Taj) und eine zweite Abhandlung (Adwar) von 1275 mit seinen Beobachtungen in Maragha, drei Kommentare zum Almagest, eine Abhandlung über das Astrolabium und eine Abhandlung unter anderem über die Bestimmung des Meridians. Das Taj hatte Einfluss auf nordafrikanische (maghrebinische) Wissenschaftler und solche in al-Andalus und Spanien (lateinische Werke vor allem aus Barcelona und hebräische Werke). Der Mongolenherrscher Hülegü war wie sein Bruder Kublai Khan in China an Astronomie und Astrologie interessiert und nach Bar Hebraeus sagte al-Maghribi selbst, dass seine Kenntnis der Astrologie ihm bei der Eroberung durch die Mongolen das Leben rettete. Hülegü und Kublai Khan tauschten sich aus und ließen astronomische Werke aus dem Persischen und Arabischen ins Chinesische übersetzen. Er war mindestens einmal in Bagdad mit dem Sohn von Nasir ad-Din at-Tusi. Das umfangreiche Planetenbeobachtungsprogramm von al-Maghribi führte zur Bestimmung einiger neuer astronomischer Parameter.
Von ihm stammt ein Buch über den Satz von Menelaos und über die Berechnung von Werten der Sinus-Funktion und dazu verwendete Interpolation. Er verwendete zwei verschiedene Näherungsmethoden und erhielt aus beiden zusammen einen auf vier Stellen genauen Wert des Sinus von einem Grad. Bessere Werte wurden erst durch Qadi Zada und Dschamschid al-Kaschi erreicht. Für die Berechnung von {\displaystyle \pi } benutzte er ein dem Kreis eingeschriebenes und ein umgeschriebenes Polygon von 96 Seiten. Er gibt Formeln der sphärischen Trigonometrie mit Beweisen, die teilweise von denen von Nasir at-Tusi abweichen.
Er befasste sich mit der Würfelverdoppelung, wobei er die schon von Hippokrates von Chios benutzte Methode anwandte. Von ihm stammen Kommentare zu den Elementen von Euklid, die Sphaerica von Theodosios von Bithynien und die von Menelaos, die Kegelschnittlehre von Apollonios von Perge. Von besonderer Bedeutung sind die Kommentare zum nicht von Euklid stammenden Buch 15 der Elemente, dessen arabisches Original nicht erhalten ist, aber vier Handschriften mit dem Kommentar von al-Maghribi. Außerdem gibt es eine hebräische Übersetzung, die aber von der Version von al-Maghribi abweicht.
Von ihm stammen auch mehrere Bücher über Astrologie und eines über Chronologie, das heisst über uigurische und chinesische Kalender.